# Galumna varia
Galumna varia är en kvalsterart som beskrevs av Sandór Mahunka 1995. Galumna varia ingår i släktet Galumna och familjen Galumnidae. Inga underarter finns listade i Catalogue of Life.